# Windhoek-Südliches Industriegebiet

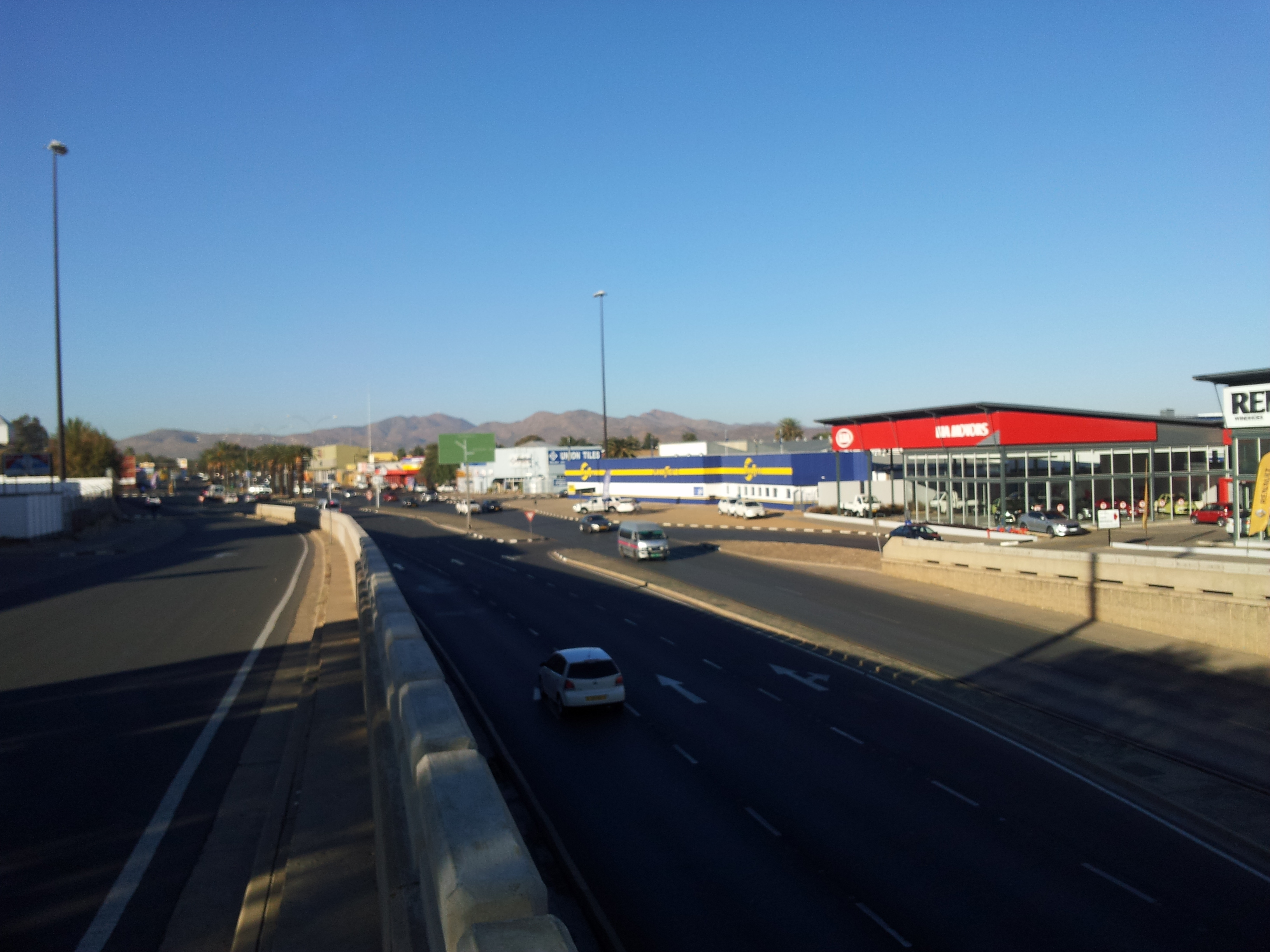
Mandume Ndemufayo Avenue in südlicher Richtung; 2013

Das Südliche Industriegebiet (englisch Southern Industrial) ist ein Gewerbegebiet und Stadtteil von Windhoek, Namibia und liegt südwestlich der Innenstadt Windhoek-Central. Im Südosten grenzt das Gebiet an den Stadtteil Suiderhof und im Westen an den Stadtteil Hochlandpark.
Hier befindet sich Leichtindustrie, die großen Autohäuser und wichtige verarbeitende Gewerbe. Zudem wurde ein Großteil der Diskotheken der Stadt hier angesiedelt um die Lärmbelästigung zu minimieren.
Das Südliche Industriegebiet gehört zum Wahlkreis Windhoek-West und ist das Gegenstück zum Nördlichen Industriegebiet, welches nordwestlich von Windhoek-Central liegt.